# 1692 a tudományban
Az 1692. év a tudományban és a technikában.

## Születések
- május – James Stirling skót matematikus, róla nevezték el a Stirling-formulát († 1770)

## Halálozások
- John Banister brit botanikus, entomológus (* 1650)
- Jan Commelijn (Johannes Commelinus) holland botanikus (* 1629)